# 4. Jagd-Division
La 4. Jagd-Division (4e division de chasse aérienne) a été l'une des principales divisions de la Luftwaffe allemande durant la Seconde Guerre mondiale.

## Création et différentes dénominations
Cette division a été formée en août 1942 à Döberitz à partir de la Jagdfliegerführer Mitteldeutschland. Le 15 septembre 1943, elle est renommée 1. Jagd-Division. La division est reformée aussitôt le 15 septembre 1943 à Metz à partir de la 3. Jagd-Division.
Le 8 septembre 1944, la 4. Jagd-Division est dissoute.

## Commandement

Drapeau du commandant d'une division aérienne

| Début             | Fin               | Grade           | Nom                         |
| ----------------- | ----------------- | --------------- | --------------------------- |
| 17 août 1942      | 15 septembre 1943 | Generalleutnant | Joachim-Friedrich Huth (en) |
| 15 septembre 1943 | 30 septembre 1943 | Generalmajor    | Werner Junck                |
| Octobre 1943      | Septembre 1944    | Oberst          | Carl Vieck                  |

## Chef d'État-major
| Début        | Fin            | Grade | Nom                          |
| ------------ | -------------- | ----- | ---------------------------- |
| Août 1942    | Juin 1943      | Major | Ernst-Hubert Schaller-Kalide |
| ?            | ?              | ?     | ?                            |
| 28 août 1944 | Septembre 1944 | Major | Walter Brede                 |

## Quartier Général
Le Quartier Général se déplace suivant l'avancement du front.
| Début          | Fin              | Ville    |
| -------------- | ---------------- | -------- |
| Août 1942      | Septembre 1943   | Döberitz |
| Septembre 1943 | 8 septembre 1944 | Metz     |

## Rattachement
| Mai 1942 - Septembre 1943       |  | XII. Fliegerkorps |
| Septembre 1943 - Septembre 1944 |  | II. Jagdkorps     |

## Unités subordonnées
- Jagdfliegerführer 4 : 15 septembre 1943 - 31 août 1944
- Luftnachrichten-Regiment 204
- Luftnachrichten-Regiment 214
- Luftnachrichten-Regiment 224
- Luftnachrichten-Regiment 234?